# Форбс, Брайан
Бра́йан Форбс (англ. Bryan Forbes; 22 июля 1926 — 8 мая 2013) — английский кинорежиссёр, сценарист и актёр.

## Биография
Брайан Форбс родился в госпитале Королевы Марии в Стратфорде. При рождении ему было дано имя Джон Теобальд Кларк.
Он учился в Королевской академии искусств, но обучение не закончил. С 1945 по 1948 год служил в британской армии. С 1949 года он начал сниматься в кино, сыграл много второстепенных персонажей, но был вынужден принять псевдоним Брайан Форбс из-за сходства с популярным в те годы актёром Джоном Кларком.
За время своей режиссёрской деятельности он снимал фильмы в различных жанрах — от комедии до фильмов ужасов. Одним из самых известных фильмов Форбса являются «Степфордские жены». В том же году, у него был диагностирован рассеянный склероз. Последней его работой в 1990 году стал телевизионный фильм «Бесконечная игра». Он также написал сценарий к фильму «Чаплин», главную роль в котором исполнил Роберт Дауни-младший. В 2004 году Форбс был награждён орденом Британской империи.
Брайан Форбс скончался 8 мая 2013 года в окружении своей семьи в деревне Верджиния-Уотер, в графстве Суррей на юге Англии.

## Личная жизнь
В 1951 году он женился на ирландской актрисе Констанс Смит. После развода в 1955 году он женился на Нанетт Ньюман. От этого брака у них родились 2 дочери — Сара Стэндинг (жена актёра Джона Стэндинга) и Эмма Форбс (телеведущая).

## Фильмография

### Актёр
- Весь мир в его объятиях (1952)
- Банковский билет в миллион фунтов стерлингов (1954)
- Лига джентльменов (1960)
- Пушки острова Наварон (1961)

### Кинорежиссёр
- Свистни по ветру (1961)
- Угловая комната (1962)
- Сеанс дождливым вечером (1964)
- Король-крыса (1965)
- Не тот багаж (1966)
- Шептуны (1967)
- Смертельное падение (1968)
- Безумная из Шайо (совместно с Д. Хьюстоном) (1969)
- Бешеная луна (1971)
- Степфордские жёны (1975)
- Туфелька и роза (1976)
- Международный приз «Вельвет» (1978)
- Лучше поздно, чем никогда (1982)
- Лицо без маски (1984)